# Kate Foo Kune
Kate Jessica Kim Lee Foo Kune, née le 29 mars 1993  à Rose Hill, est une joueuse de badminton mauricienne, dont le parcours prolonge une tradition familiale.

## Parcours
Son père, Jacques Foo Kune, sa mère, Cathy Foo Kune, et sa sœur, Karen Foo Kune, née en 1982, sont aussi des joueurs de badminton mauriciens. Kate Foo Kune joue à Maurice, puis successivement en Malaisie, en Angleterre et enfin en France, à l'Issy-les-Moulineaux Badminton Club (IMBC92).
En 2011, elle remporte le bronze lors de la coupe d'Afrique des Nations, en double dames, avec sa Sœur Karen. Lors des Jeux olympiques de la jeunesse d'été de 2010, en Badminton , Kate Foo Kune en revanche, est éliminée au deuxième tour en simples dames.  En 2014, elle remporte la médaille d'or des championnats d'Afrique de badminton en simples dames, et en doubles dames (avec Yeldy Louison). 
Elle est médaillée d'or en simple femmes et en double hommes avec Yeldy Louison et médaillée d'argent en double mixte avec Georges Paul aux Jeux des îles de l'océan Indien 2015 à La Réunion. Elle est médaillée d'or aux Championnats d'Afrique de badminton par équipes 2016.
Elle est désignée porte-drapeau de la délégation sportive mauricienne aux jeux olympiques d'été de 2016. En 2017, elle redevient championne d'Afrique pour la troisième fois.
En 2019, elle est médaillée d'argent en simple dames aux Championnats d'Afrique de badminton ; elle se voit par la suite retirer cette médaille en raison d'un test positif à un stéroïde ; elle est exclue deux ans par le Tribunal arbitral du sport .
Elle est médaillée d'argent au Championnat d'Afrique de badminton par équipes mixtes 2023 à Johannesbourg.
Aux Jeux des îles de l'océan Indien 2023 à Madagascar, elle est médaillée d'or en simple femmes, en double mixte avec Georges Julien Paul ainsi que par équipe.
Elle est médaillée d'or en simple dames et médaillée de bronze en double mixte avec Georges Paul aux Championnats d'Afrique de badminton 2024 au Caire.
Elle remporte aux Jeux africains de 2023 à Accra la médaille de bronze en double mixte avec Georges Julien Paul.
Elle est médaillée d'argent au Championnat d'Afrique de badminton par équipes mixtes 2025 à Douala.